# Снилик Зенон
Снилик Зенон (*1933, Путятинці, Івано-Франківщина —†21 січня 2002, США), український журналіст і спортсмен у США.

## Біографія
Родом з Путятинців Рогатинського повіту (Галичина).
Навчався в Рочестерському та Чиказькому університетах. За фахом — журналіст.
З 1962 редактор тижневика «The Ukrainian Weekly» при газеті «Свобода».
Згодом — редактор газети «Свобода».
У період початку 1990-х років висловлював ідею друку цієї газети в Україні.

### Спортсмен
Як член збірної США з футболу З. Снилик був учасником 3-х Олімпійських ігор (двічі був капітаном збірної олімпійської команди США з футболу). Двічі чемпіон США серед студентських футбольних команд. Активний організатор спортивного життя в американській українській діаспорі.
Тричі член олімпійської збірної футболу США (1956 — 64) та її капітан, тричі член (двічі капітан) збірної США в пан-американських ігрищах та збірної США за кубок світу; тренер і змагун українських футбольних дружин; тенісист.

## Титули і досягнення
- Бронзовий призер Панамериканських ігор: 1959